# Dorós
Dorós är en ort i Cypern.   Den ligger i distriktet Eparchía Lemesoú, i den centrala delen av landet, 60 km sydväst om huvudstaden Nicosia. Dorós ligger 556 meter över havet och antalet invånare är 104. Den ligger på ön Cypern.
Terrängen runt Dorós är kuperad.Trakten runt Dorós är ganska tätbefolkad, med 230 invånare per kvadratkilometer. Närmaste större samhälle är Limassol, 18,7 km sydost om Dorós. Trakten runt Dorós är i huvudsak ett öppet busklandskap.
Medelhavsklimat råder i trakten. Årsmedeltemperaturen i trakten är 21 °C. Den varmaste månaden är juli, då medeltemperaturen är 33 °C, och den kallaste är januari, med 11 °C. Genomsnittlig årsnederbörd är 572 millimeter. Den regnigaste månaden är januari, med i genomsnitt 123 mm nederbörd, och den torraste är augusti, med 2 mm nederbörd.